# Władysław Holewiński

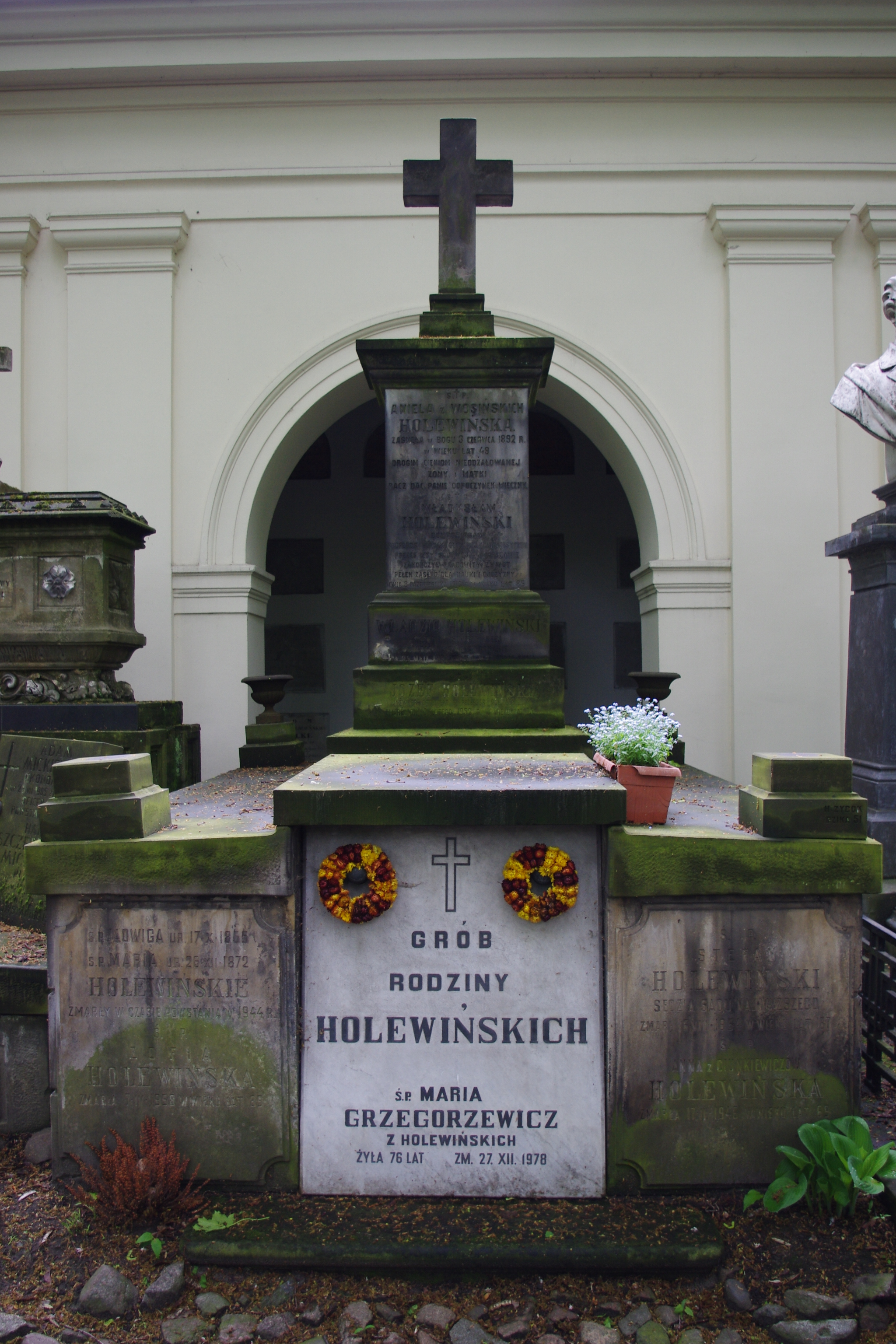
Grób prawnika Władysława Holewińskiego w Alei Katakumbowej na Starych Powązkach w Warszawie

Władysław Eustachy Józefat Holewiński (ur. 19 września 1834 w Białej Podlaskiej, zm. 8 października 1919 w Warszawie) – polski prawnik, profesor Szkoły Głównej Warszawskiej i Cesarskiego Uniwersytetu Warszawskiego, członek Komisji Kodyfikacyjnej RP.

## Życiorys
Był synem Jana (inspektora szkolnego, dyrektora Instytutu Pedagogicznego w Warszawie) i Anny z Borkowskich. Uczęszczał do gimnazjum w Lublinie, w latach 1853-1857 studiował prawo na uniwersytecie w Petersburgu; studia zakończył ze stopniem kandydata praw. Uzupełniał studia we Francji i w Niemczech. W 1861 uzyskał w Petersburgu magisterium prawa na podstawie pracy O stosunkach majątkowych między małżonkami, w razie niezawarcia umowy przedślubnej.
Podjął następnie pracę w wymiarze sprawiedliwości; był podprokuratorem przy trybunale cywilnym w Warszawie (1861-1863), dyrektorem Kancelarii (1863-1872) i dyrektorem Wydziału Kryminalnego (1872-1876) Komisji Rządowej Sprawiedliwości, prezesem Departamentu Cywilnego Izby Sądowej Warszawskiej (1876-1897). Od 1862 był jednocześnie związany ze Szkołą Główną Warszawską, gdzie kierował Katedrą Prawa Cywilnego i Handlowego, a w 1866 został mianowany profesorem zwyczajnym. Od 1869 kierował analogiczną katedrą Cesarskiego Uniwersytetu Warszawskiego, w latach 1869-1880 przewodniczył Sądowi Akademickiemu, 1872-1878 pełnił funkcję dziekana Wydziału Prawa.
Na uniwersytecie petersburskim obronił w 1872 doktorat z prawa cywilnego (na podstawie pracy O proischiżdienii i dielenii objaziatielstw). Był cenionym wykładowcą. Brał udział w pracach nad nowym rosyjskim kodeksem cywilnym; nie przyjął proponowanej mu godności członka Senatu rosyjskiego. Wcześniej zaliczał się do przeciwników powstania styczniowego.
W 1907 był w gronie członków założycieli Towarzystwa Naukowego Warszawskiego, w 1917 nadano mu godność członka honorowego. Był również współtwórcą (1881) i wieloletnim prezesem (od 1900) Kasy im. Mianowskiego, a także prezesem honorowym Warszawskiego Towarzystwa Prawniczego. Odebrał doktoraty honoris causa Uniwersytetu Jagiellońskiego i Franciszkańskiego we Lwowie. Krótko przed śmiercią został mianowany profesorem honorowym Uniwersytetu Warszawskiego oraz członkiem Komisji Kodyfikacyjnej RP. Z małżeństwa z Anielą z Wosińskich miał trzy córki i dwóch synów. Pochowany na cmentarzu Powązkowskim w Warszawie (aleja pod katakumbami, miejsce 18, 19).
Zajmował się prawem zobowiązań, prawem rzeczowym i prawem porównawczym. W pracy O zobowiązaniach podług Kodeksu Napoleona (1869) dokonał szerokiej analizy porównawczej kodeksu Napoleona wobec prawa rosyjskiego wraz z szerokim komentarzem i jako pierwszy w polskiej nauce prawa przedstawił podstawy teorii zobowiązań. Z innych jego prac naukowych można wymienić:
- Kurs prawa cywilnego obowiązującego w Królestwie Polskim (1887-1888)
- Grażdanskoje prawo (1888)
- Różnice zasadnicze pomiędzy hypoteką pruską, austriacką, francuską i polską (1888)
- Przedawnienie a hypoteka (1894)
- Rzut oka na szkoły prawa rzymskiego we Włoszech i Francyi (1913)[3]
- O użyczeniu (1925)[4]